# ريتشارد بونا
ريتشارد بونا (بالفرنسية: Richard Bona)‏ هو مغني وموسيقي كاميروني، ولد في 28 أكتوبر 1967 في Minta, Cameroon ‏ في الكاميرون.

## وصلات خارجية
- الموقع الرسمي
- ريتشارد بونا على موقع IMDb (الإنجليزية)
- ريتشارد بونا على موقع ميوزك برينز (الإنجليزية)
- ريتشارد بونا على موقع أول ميوزيك (الإنجليزية)
- ريتشارد بونا على موقع ديسكوغز (الإنجليزية)